# Boschi e Sorgenti della Baronia
Boschi e Sorgenti della Baronia este o arie protejată (arie de protecție specială avifaunistică — SPA) din Italia întinsă pe o suprafață de 3.478 ha, integral pe uscat.

## Localizare
Centrul sitului Boschi e Sorgenti della Baronia este situat la coordonatele 41°01′50″N 15°14′19″E / 41.030508°N 15.238736°E.

## Înființare
Situl Boschi e Sorgenti della Baronia a fost declarat arie de protecție specială avifaunistică în noiembrie 2003 pentru a proteja 25 de specii de animale.

## Biodiversitate
Situată în ecoregiunea mediteraneană, aria protejată conține 2 habitate naturale: Galerii de Salix alba și de Populus alba, Păduri de Castanea sativa.
La baza desemnării sitului se află mai multe specii protejate:
- păsări (19): ciocârlie-de-câmp (Alauda arvensis), ciocârlie-cu-degete-scurte (Calandrella brachydactyla), caprimulg (Caprimulgus europaeus), erete de stuf (Circus aeruginosus), erete cenușiu (Circus pygargus), porumbel gulerat (Columba palumbus), prepeliță (Coturnix coturnix), Falco naumanni, sfrâncioc roșiatic (Lanius collurio), sfrânciocul cu frunte neagră (Lanius minor), ciocârlie de bărăgan (Melanocorypha calandra), gaia neagră (Milvus migrans), gaia roșie (Milvus milvus), viespar (Pernis apivorus), sitar de pădure (Scolopax rusticola), turturică (Streptopelia turtur), sturzul viilor (Turdus iliacus), mierlă (Turdus merula), sturz-cântător (Turdus philomelos)
- mamifere (2): liliac comun (Myotis myotis), liliacul mic cu potcoavă (Rhinolophus hipposideros)
- pești (3): Alburnus albidus, Barbus tyberinus, Rutilus rubilio
- reptile (1): șarpele cu patru dungi (Elaphe quatuorlineata)

Pe lângă speciile protejate, pe teritoriul sitului au mai fost identificate 2 specii de plante, 1 specie de amfibieni, 1 specie de mamifere, 4 specii de reptile.